# Liechtensteinisches Gymnasium
Das Liechtensteinische Gymnasium (LG) wurde 1937 als Collegium Marianum von den Maristen-Schulbrüdern als Privatschule in Vaduz gegründet. Seit 1981 ist das Gymnasium eine vom Land Liechtenstein getragene öffentliche Schule.
Mädchen sind seit Ende der 1960er Jahre zugelassen (Koedukation).

## Schulsystem
Die Zahl der Schüler steigt seit Mitte der 1980er Jahre kontinuierlich und liegt derzeit bei 720. Die durchschnittliche Klassengrösse in der Unterstufe liegt bei 20,7 Schülern, in der Oberstufe bei 17,0 Schülern.

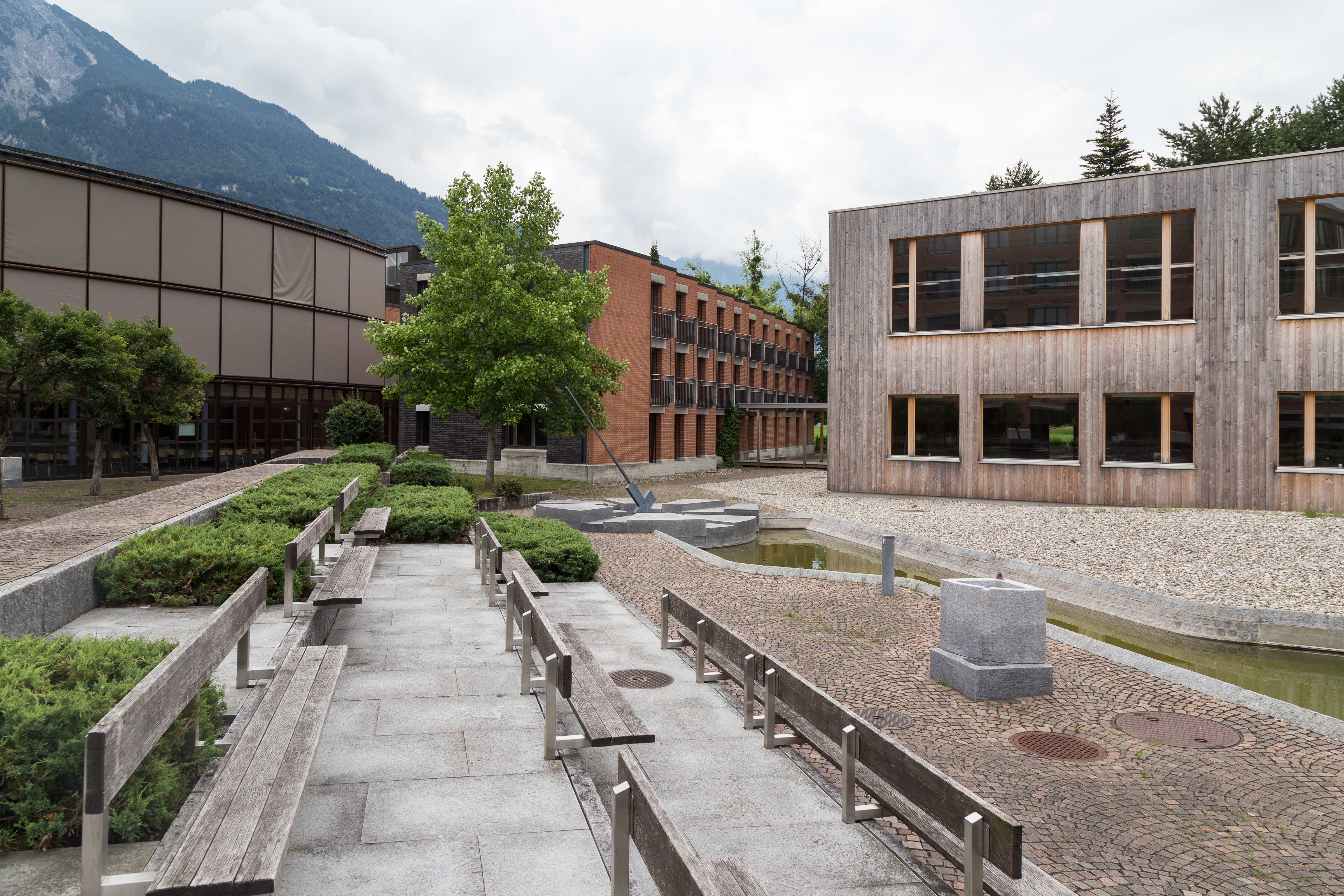
Schulhof mit Gebäude F, I & H in Schaan

### Unterstufe
Die Unterstufe umfasst drei Schuljahre (Klassenstufen 6–8), ihre Klassen werden mit US1, US2 und US3 bezeichnet.
Von der Realschule aus gibt es drei Übergangsmöglichkeiten auf das Liechtensteinische Gymnasium:
- nach dem 1. Jahr Realschule in das 2. Jahr Gymnasium (US2)
- nach dem 3. Jahr Realschule in das 4. Jahr Gymnasium (OS1)
- nach dem 4. Jahr Realschule in das 4. Jahr Gymnasium (OS1)

Die Gesamtzahl der Stunden in der Unterstufe beträgt 104; die Schüler werden in US1 und US2 je 34 Wochenstunden unterrichtet, in US3 beträgt die Stundenzahl 36.
Unterrichtsfächer der Unterstufe sind für alle Schüler Religion, Realien I (Geografie und Geschichte), Realien II (Naturlehre), Informatik (US1), Deutsch, Englisch, Französisch (ab US2), Latein (US3), Technisches und Textiles Gestalten (US1 und US2), Bildnerisches Gestalten, Musik, Sport und Mathematik. Hinzu kommt pro Schuljahr je eine Stunde Lebenskunde (Klassenstunde).
Wahlmöglichkeiten bestehen für die Schüler in der Unterstufe bezüglich der genannten Fächer nicht, es können jedoch nach Wahl zusätzliche Fächer belegt werden.

### Oberstufe
Die Oberstufe umfasst vier Schuljahre (Klassenstufen 9–12), ihre Klassen werden mit OS1, OS2, OS3 und OS4 bezeichnet.
Die Gesamtzahl der Stunden in der Oberstufe beträgt 140; die Schüler werden pro Schuljahr 35 Stunden in der Woche unterrichtet.
In der Oberstufe werden fünf verschiedene Profile zur Wahl gestellt:
- Lingua
- Neue Sprachen
- Kunst, Musik und Pädagogik
- Wirtschaft und Recht
- Mathematik und Naturwissenschaften

Der Unterricht in der Oberstufe setzt sich aus folgenden Elementen zusammen:
- einer Reihe von Grundlagenfächern, die für alle Schüler gleich sind (in OS1 und OS2 29, in OS3 und OS4 26 Wochenstunden)
- mehreren Profilfächern, abhängig vom gewählten Profil (sechs bzw. fünf Wochenstunden)
- in OS3 und OS4: Wahlpflichtkurse, die der Spezialisierung durch die Profile entgegenwirken sollen (vier Wochenstunden)

Für alle Schüler ist die Belegung mehrerer Grundlagenfächer Pflicht. Durchgängig werden unterrichtet: Deutsch, Englisch, Französisch, Mathematik, Sport. Dazu kommt eine Stunde Lebenskunde (Klassenstunde) pro Jahr.
Einige Fächer werden nur in einzelnen Klassenstufen unterrichtet:
- in OS1: Biologie, Wirtschaft/Recht, Geschichte, Kunsterziehung, Musikerziehung, Religionskunde und Ethik
- in OS2: Biologie, Chemie, Geografie, Geschichte, Kunst- oder Musikerziehung, Religionskunde und Ethik
- in OS3: Biologie, Chemie, Geografie, Kunst- oder Musikerziehung, Philosophie
- in OS4: Geografie, Wirtschaft/Recht, Geschichte, Religionskunde und Ethik, Philosophie

Pro Profil gibt es mindestens zwei Profilfächer, von denen eines mit einer deutlich höheren Wochenstundenzahl unterrichtet wird (in der nachfolgenden Übersicht mit * gekennzeichnet). Die Profilfächer sind:
- Lingua: Latein*, Italienisch
- Neue Sprachen: Spanisch*, Latein oder Italienische Sprache
- Kunst, Musik und Pädagogik: Bildnerisches Gestalten/Musizieren*, Pädagogik/Psychologie
- Wirtschaft und Recht: Betriebswirtschaftslehre/Rechtskunde*, Rechnungswesen (OS1 und OS2) bzw. Volkswirtschaftslehre (OS3 und OS4), Integrationsfach Wirtschaft
- Mathematik und Naturwissenschaften: Informatik; die Fächer Mathematik, Physik*, Biologie*, Chemie und Geografie haben höhere Stundenzahlen als im Pflichtbereich

## Matura
Wer zur Matura zugelassen werden will, muss die Klasse OS4 erfolgreich abgeschlossen und in zwei Facharbeiten eine positive Beurteilung erhalten haben.
Schriftliche Prüfungsfächer sind:
- Deutsch
- Englisch
- Französisch
- Mathematik
- Profilfach mit der höchsten Stundendotation (in Kunst, Musik und Pädagogik wird Musizieren und Bildnerisches Gestalten schriftlich geprüft, Pädagogik/Psychologie mündlich)

Mündliche Prüfungsfächer sind:
- Deutsch, Philosophie, Religionskunde und Ethik oder Geschichte
- Mathematik, Biologie, Physik, Chemie, Geografie oder Wirtschaft/Recht
- Englisch oder Französisch,
- Italienisch, Spanisch oder Latein
- Profilfach freier Wahl (keine bereits als Grundlagenfach geprüften!)